# Rocket de Laval
Rocket de Laval är en ishockeyklubb i Laval i Quebec, Kanada, grundad 2017.
Klubben spelar sedan säsongen 2017–18 i American Hockey League och är Montreal Canadiens farmarlag.
Laget spelar sina hemmamatcher i Place Bell.